# Veliko Selo (Loznica)
Veliko Selo (Servisch cyrillisch Велико Село) is een plaats in de Servische gemeente Loznica. De plaats telt 466 inwoners (2002).